# 장순룡
장순룡(張舜龍)(1255∼1297)은 고려 말기 위구르계 귀화인이고, 초명은 삼가(三哥)이다. 덕수 장씨의 시초이며, 원나라로부터 선무장군(宣武將軍) · 진변관군(鎭邊管軍) 총관에 임명되고, 1292년 밀직사부지사(密直司副知事), 1294년 밀직사동지사를 거쳐서 첨의참리(僉議參理)가 되었다. 충렬왕 때 사신으로 여러 번 원나라를 왕래했지만, 신망은 얻지는 못했다.

## 같이 보기
- 인후
- 덕수 장씨